# مشكان- شابير

بابل في زمن حمورابي ، ق. 1792-1750 ق

مشكان شابير، (تل أبو دواري، محافظة القادسية، العراق) كان تلًا قديمًا (مدينة تل) في الشرق الأدنى القديم حوالي 30 كيلومترًا (19 ميل) ) شمال نيبور وحوالي 90 ميلاً (140 كم) جنوب شرق بغداد.
كان إله مدينة مشكان شابير هو نرغال، وبُني هناك معبد اسمه مسلم مكرس له.

## التاريخ
على الرغم من أنها كانت محتلة خلال فترة أوروك ، إلا أن أول ظهور كتابي للمدينة كان خلال الفترة الأكادية في سياق ثانوي ، ثم خلال فترة أور الثالثة كموقع للرعاة الملكيين. كما تم العثور على قرميد من عمار-سن في الموقع. حققت مشكان شابير مكانة بارزة خلال العصر البابلي القديم . يُعتقد أن وقت الاحتلال هذا بدأ ببناء أسوار المدينة على يد سين الدينام لارسا . تم التخلي عن المدينة في عهد - سمسو إيلونا ، خليفة حمورابي من السلالة البابلية الأولى ولم يتم إعادة احتلالها حتى أواخر الألفية الأولى. زوال المدينة كان جزءًا من انهيار وهجر عام مواقع في المنطقة خلال ذلك الوقت.
بعد أن ارتفعت أهميتها في ظل دولة مدينة لارسا ، أصبحت ماشكان شابير جزءًا من الإمبراطورية البابلية بعد هزيمة لارسا على يد حمورابي بعد حصار طويل. في ذلك الوقت ، انخرطت بابل ولارسا في صراع للسيطرة على المنطقة. 
لوحظ أن الاسم الحديث للموقع محل شك. أسماء أخرى محتملة هي إيشان شابير و تل نعيم. كان تحديد تل أبو دواري هو الأول ويستخدم في المنشورات الأثرية.

## علم الآثار
يحيط موقع مشكان شابير حوالي 56 هكتارًا وينقسم إلى عدد من الأقسام بواسطة طبقات القنوات والأنهار القديمة. إنه مهم بشكل خاص من وجهة النظر الأثرية لأنه موقع من مستوى واحد. و قد تم بناء وكذلك إعادة بناء معظم المدن في الشرق القريب القديم عدة مرات عبر التاريخ ، مما أدى إلى التشويش على فهمنا للفترات الزمنية الفردية.
تمت الإشارة إلى تل أبو دواري لأول مرة ، كموقع 639 ، في مسح نيبور لروبرت ماكورميك آدامز من المعهد الشرقي في جامعة شيكاغو .  تم التنقيب في الموقع لمدة خمسة أشهر في ثلاثة مواسم بين عامي 1987 و 1990 من قبل فريق المدارس الأمريكية للأبحاث الشرقية والجمعية الجغرافية الوطنية بقيادة إليزابيث ستون وبول زيمانسكي.   كان الاكتشاف الرئيسي هو العثور على الرواسب التأسيسية التي تخلد ذكرى أسوار المدينة التي شيدها سين إدينام ، مما سمح بتحديد المدينة. كجزء من العمل ، تم التقاط صور من القمر الصناعي ورسم خرائط كاملة للسطح باستخدام كاميرا ورقية وعلامات تنسيق.
انتهت الحفريات في منطقة ماكان شابير بحلول غزو العراق للكويت في عام 1990 ، مما سبب إلى مقاطعة برنامج بحث طويل المدى مخطط له. بعد ذلك ، تم نهب الموقع بشكل كبير لدرجة أن أي عمل أثري آخر قد يكون بلا فائدة.

## روابط خارجية
- عام اسمه Samsu-iluna في CDLI
- مقال في صحيفة نيويورك تايمز عن اكتشاف منطقة مشكان شابير